# Еннінгдальсельвен
Еннінгдальсельвен , норв. Енінгдалсельва та Бербюельва (швед. Enningdalsälven, норв. Enningdalselva та Berbyelva, також інколи Кюркаельвен (швед. Kyrkälven)) — мала річка у Швеції та Норвегії. По річці проходить невеличка ділянка (1 км) норвезько-шведського кордону. Більша частина річки протікає по території Норвегії. Довжина річки становить 75 км, площа басейну  — 781,7 км², середня витрата води — 12,5 м³/с.

## Географія
Річка Еннінгдальсельвен бере початок від озера Норра-Буларешен системи озер Буларешеарна (швед. Bullaresjöarna), що розташоване на заході південної частини Швеції, у лені Вестра-Йоталанд, на висоті 39 м над рівнем моря та має площу 7 км². Річка тече з півдня на північ, впадає у фіорд Ідефіорден (швед. Idefjorden).